# Carli de Murga
Carlos Alberto Martínez de Murga Olaivar (* 30. November 1988 in El Puerto de Santa María) ist ein philippinisch-spanischer Fußballspieler.
Carli de Murga ist der Bruder von Junior de Murga.

## Karriere

### Verein
Carli de Murga erlernte das Fußballspielen in der Jugendmannschaft vom FC Cádiz im spanischen Cádiz. Hier unterschrieb er 2007 auch seinen ersten Vertrag. Bei dem Team wurde er in der B-Mannschaft eingesetzt. Mitte 2009 wechselte er nach Sanlúcar de Barrameda zum Viertligisten Atlético Sanluqueño. Nach einer Saison verließ er den Klub und schloss sich dem ebenfalls in der vierten Liga spielenden RC Portuense an. Für den Club aus El Puerto de Santa María spielte er 32 Mal in der Tercera División. 2011 wechselte er zum philippinischen Club Global Makati FC nach Makati. Für den Club spielte er 32 Mal in der ersten Liga, der Philippines Football League. 2014 errang er mit dem Verein die Meisterschaft und stand 2012 im Finale des UFL Cup und 2014 im Finale des UFL FA League Cup. 2014 wechselte er zum Ligakonkurrenten Ceres-Negros FC nach Bacolod City. Mit Ceres-Negros feierte er 2015, 2017, 2018 und 2019 die Meisterschaft. Nach 115 Spielen unterschrieb er für die Saison 2020 einen Vertrag bei dem thailändischen Verein Chonburi FC. Der Verein aus Chonburi spielte in der ersten Liga, der Thai League. Hier absolvierte er 2020 elf Erstligaspiele. Ende Dezember 2020 wechselte er ablösefrei nach Malaysia. Hier unterschrieb er einen Vertrag beim Terengganu FC. Der Verein aus Kuala Terengganu spielte in der ersten Liga, der Malaysia Super League. Für Terengganu absolvierte er 17 Erstligaspiele. Im Januar 2022 unterschrieb er einen Vertrag beim ebenfalls in der ersten Liga spielenden Johor Darul Ta’zim FC. Im Februar 2022 gewann der mit seinem neuen Verein den malaysischen Supercup. Das Spiel gegen den Kuala Lumpur City FC gewann man mit 3:0.

### Nationalmannschaft
Carli de Murga spielte 2011 viermal für die U-23-Nationalmannschaft der Philippinen. Seit 2012 ist er auch fester Bestandteil der philippinischen Nationalmannschaft. Sein Länderspieldebüt gab er am 1. Juni 2012 in einem Freundschaftsspiel gegen Malaysia im Shah Alam Stadium in Shah Alam.

## Erfolge
Global Makati FC
- United Football League Division 1

Meister: 2014
Vizemeister: 2013
- UFL Cup

Finalist: 2012
- UFL FA League Cup

Finalist: 2014
Ceres-Negros FC
- Philippines Football League

Meister: 2017, 2018, 2019
- United Football League

Meister: 2015
Vizemeister: 2016
- Copa Paulino Alcantara

Sieger: 2019
- UFL Cup

Finalist: 2015, 2016
Johor Darul Ta’zim FC
- Malaysischer Meister: 2022
- Piala Sumbangsih: 2022
- Malaysischer-FA-Cup-Sieger: 2022